# Urtica atrovirens
Urtica atrovirens ist eine Pflanzenart in der Familie der Brennnesselgewächse (Urticaceae).

## Beschreibung
Urtica atrovirens wächst als ausdauernde krautige Pflanze und erreicht Wuchshöhen von 30 bis 80 Zentimeter. Es wird ein Rhizom als Überdauerungsorgan ausgebildet. Die gegenständig am Stängel angeordneten Laubblätter sind in Blattstiel und Blattspreite gegliedert. Der Blattstiel ist 1 bis 8 cm lang. Die einfache Blattspreite besitzt einen Durchmesser von 2 bis 7 cm und ist eiförmig bis rundlich, selten lanzettlich mit einer herzförmigen Spreitenbasis. Der Blattrand ist gezähnt. Die Blattspreite ist mit etwa 2,5 bis 3 mm langen Brennhaaren gesäumt. Die zwei freien Nebenblätter sind lanzettlich.
Urtica atrovirens ist einhäusig (monözisch). Die traubigen Blütenstände entspringen paarweise in den Blattachseln und sind mit Längen von 1 bis 6 cm in der Regel länger als der Blattstiel. Die eingeschlechtigen Blüten sind klein, grünlich und radiärsymmetrisch. Die männlichen Blüten enthalten vier Staubblätter. Die weiblichen Blüten enthalten einen oberständigen Fruchtknoten. Die ellipsoidischen Achänen sind durchschnittlich groß mit einer Länge von 1 mm und einer Breite von 0,8 mm.
Die Chromosomenzahl beträgt 2n = 24 oder 26.

## Vorkommen
Urtica atrovirens kommt im westlichen Mittelmeergebiet vor. Ihr Verbreitungsgebiet erstreckt sich von den Balearen (Menorca), Sardinien und Korsika über den Toskanischen Archipel bis nach Italien (Toskana).
Urtica atrovirens kommt in Höhenlagen von 0 bis 1200 Meter vor. Sie besiedelt oft Ränder von Gewässern, die zeitweilig austrocknen (temporäre Gewässer). Sie wächst auf stickstoffreichen Böden. Sie ist auf feuchten Wiesen oder Viehweiden sowie auf Misthaufen oder Dung von Rindern zu finden.

## Systematik
Die nahe verwandte Mallorca-Brennnessel (Urtica bianorii (Knoche) Paiva), die manchmal auch als Urtica atrovirens subsp. bianorii (Knoche) Font Quer & Garcias Font zu Urtica atrovirens gestellt wird, wird in den meisten maßgeblichen Publikationen als eigene Art behandelt.